# 미군 협방 타이완 사령부
미군 협방 타이완 사령부(美軍協防臺灣司令部, 영어: United States Taiwan Defense Command, USTDC), 중국어: 美軍協防台灣司令部, 병음: Měijūn Xié Fáng Táiwān Sīlìng Bù)는 타이완 타이베이시에 있었던 미국의 통합전투사령부였다.

## 역사
1955년 4월 26일 미군 타이완 연락센터(Formosa Liaison Center, 台灣聯絡中心)가 설치되었다. 1954년 9월에 발발한 제1차 대만 해협 위기로 미국과 타이완 간에 맺어진 미국-중화민국 상호방위조약(中美共同防禦條約, 중미공동방어조약)에 따라 미군 타이완 연락센터는 1955년 11월 1일 미군 협방 타이완 사령부로 개명되었다. 처음에는 극동사령부, 1957년 7월 1일부터는 태평양 사령부의 예하 사령부가 되었다.
1979년 4월 26일 사령부가 해체, 12월 31일에 중미공동방어조약이 해지되었다.
반환된 사령부의 부지는 1983년 8월 8일에 타이베이 시립미술관이 되었다.

## 상위부대
1. 극동사령부; 1952년 10월 20일 ~ 1957년 6월 30일
2. 태평양 사령부; 1957년 7월 1일 ~ 1979년 4월 26일

## 역대 사령관
| #  | 사진 | 계급           | 성명                                          | 취임일      | 이임일      | 참고 |
| -- | ---- | -------------- | --------------------------------------------- | ----------- | ----------- | ---- |
| 1  |      | 미국 해군 중장 | Alfred M. Pride 알프레드 M. 프라이드[*]       | 1955년 4월  | 1955년 11월 |      |
| 2  |      | 미국 해군 중장 | Stuart H. Ingersoll 스튜어트. H. 인게르솔[*]  | 1955년 11월 | 1957년 7월  |      |
| 3  |      | 미국 해군 중장 | Austin K. Doyle 어스틴 K. 도일[*]             | 1957년 7월  | 1958년 8월  |      |
| 4  |      | 미국 해군 중장 | Roland N. Smoot 롤랜드 N. 스무트[*]           | 1958년 7월  | 1962년 5월  |      |
| 5  |      | 미국 해군 중장 | Charles L. Melson 찰스 L. 멜슨[*]             | 1962년 5월  | 1964년 7월  |      |
| 6  |      | 미국 해군 중장 | William E. Gentner Jr 윌리엄 E. 젠트너 Jr.[*] | 1964년 7월  | 167년 7월   |      |
| 7  |      | 미국 해군 중장 | John L. Chew 존 L. 츄[*]                      | 1967년 7월  | 1970년 8월  |      |
| 8  |      | 미국 해군 중장 | Walter H. Baumberger 발터 H. 바움버거[*]      | 1970년 8월  | 1972년 9월  |      |
| 9  |      | 미국 해군 중장 | Philip A. Beshany 필립 A. 베샤니[*]           | 1972년 9월  | 1974년 8월  |      |
| 10 |      | 미국 해군 중장 | Edwin K. Snyder 드윈 K. 스나이더[*]           | 1974년 8월  | 1977년 8월  |      |
| 11 |      | 미국 해군 소장 | James B. Linder 제임스 B. 린더[*]             | 1977년 8월  | 1979년 4월  |      |

## 같이 보기
- 주대만 미군